# Mungo Park
‎
Mungo Park, škotski zdravnik in raziskovalec, * 11. september 1771, Selkirkshire, Škotska, † 1806, Bussa, Nigerija.
Park je bil prvi Evropejec, ki je dosegel srednji tok reke Niger.

## Življenjepis
Rodil se je kot sedmi od 13 otrok na najemniški kmetiji blizu Selkirka na Škotskem. Vzgojen je bil v kalvinističnem duhu. Njegov oče je bil kljub najemniškemu statusu razmeroma premožen, zato mu je lahko omogočil šolanje. Po končani srednji šoli je postal vajenec lokalnega kirurga in leta 1791 diplomiral na Univerzi v Edinburgu. Nato je odšel službovat v London, kjer je preko sorodnika spoznal slavnega prirodoslovca Josepha Banksa in dobil položaj pomočnika kirurga na ladji Vzhodnoindijske družbe na poti na Sumatro. Park, ki se je že med študijem ukvarjal s prirodoslovjem (predvsem botaniko), je tam zbral več primerkov redkih rastlin in rib ter jih ob povratku predstavil Banksu in pred Linnejevim društvom.

### Prvo potovanje
Banks je bil eden od vodilnih mož pri društvu African Association, ki je organiziralo raziskovanje notranjosti Zahodne Afrike, takrat Evropejcem še skoraj povsem neznanega območja, kjer je izginilo že več raziskovalcev. Podprl je Parka, ki mu je društvo zaupalo nalogo raziskati tok reke Niger. Julija 1795 je prispel do Pisanie na reki Gambiji, kjer je ostal 5 mesecev da se je navadil na razmere in naučil tamkajšnjega jezika mandingo. Nato se je s spremstvom dveh črncev odpravil v notranjost, kjer pa je kmalu naletel na težave z domačini; večkrat so ga oropali in štiri mesece je preživel v ujetništvu pri lokalnem arabskem veljaku. Naposled je pobegnil in dosegel Niger pri mestu Ségou v današnjem Maliju ter sledil toku proti severovzhodu do starodavnega mesta Silla. Takrat mu je zmanjkalo denarja, zato se je obrnil in po več mesecih prišel nazaj do Pisanie ter od tam z ladjo nazaj v Veliko Britanijo, kamor je prispel 22. decembra 1797.

### Vmesno obdobje
Po povratku je nekaj časa ostal v Londonu in svoje potovanje popisal v knjigi Travels in the Interior Districts of Africa, 1795-1797, ki je postala velik prodajni uspeh. Nato se je vrnil v rodni kraj in se posvetil kmetovanju, v tem času se je poročil z Alice Anderson. Ko ga je dnevna rutina pričela dolgočasiti, sta se preselila v mestece Peebles, kjer je odprl zdravniško prakso. Tudi tu se je kmalu začel dolgočasiti, se je pa v tem času spoprijateljil z več vidnimi filozofi, med njimi Adamom Fergusonom, Dugaldom Stewartom in Walterjem Scottom.

### Drugo potovanje
Oktobra 1803 je dobil novo ponudbo za raziskovalno odpravo v Afriko, tokrat od Lorda Hobarta v imenu britanske vlade in pod boljšimi pogoji, med drugim z več desetglavim spremstvom vojakov, rokodelcev in mornarjev. Zaradi različnih zapletov so v Pisanio prispeli skoraj dve leti kasneje, med deževnim obdobjem. Med prebijanjem po negostoljubnem terenu so mu bolezni zdesetkale spremstvo. Ko je končno dosegel Niger, je predelal dva kanuja v improviziran škuner in poslal enega od preostalih članov spremstva nazaj proti Gambiji s poročilom o napredku. Odplul je 17. novembra, odločen, da poišče izliv reke, pa čeprav umre med poskusom.
Kasnejša pričevanja nakazujejo, da mu je uspelo prepluti ves plovni del reke Niger, mimo legendarnega Timbuktuja do Busse, kjer se začnejo brzice. Tam naj bi bili domačini sovražno razpoloženi, zato se je odločil tvegati na brzicah in tam očitno utonil, verjetno v začetku leta 1806. Novico je do civilizacije ponesel lokalni vodič.